# Rugøl
Rugøl er øl, der er helt eller delvist baseret på maltet rugkorn eller umaltet rug udover den traditionelt anvendte byg- eller hvedemalt. Rugmalten udgør typisk ikke over 1/3 af den totale mængde malt, mens mindst halvdelen traditionelt er byg for at lette siningen. Malten kan være ristet i mere eller mindre grad.
Finland og Estland udgør et kerneområde for brygning af rugøl under det traditionelle navn sahti. Men også i Tyskland (Roggenweizen), Østrig, England, Canada , USA og Rusland (Kvas) brygges der rugøl i varierende omfang.
Flere danske mikrobryggerier har også taget udfordringen op, men det er karakteristisk, at denne øltype først og fremmest produceres i mindre serier, selvom den stort set altid karakteriseres som fyldig og velsmagende. Et eksempel på en rugøl i Danmark er Carlsbergs "Winter Rye" eller Willemoes Jul 2014 fra A/S Bryggeriet Vestfyen.